# Murovani Kurylivci
Murovani Kurylivci (in ucraino Муровані Курилівці?) è un insediamento rurale ucraino (5 632 abitanti) nel distretto di  Mohyliv-Podil's'kyj, nell'oblast' di Vinnycja. Ospita l'amministrazione della comunità territoriale di Murovani Kurylovec'kyj, una delle comunità territoriali dell'Ucraina.
Fino al 18 luglio 2020 Murovani Kurylovec'kyj fungeva da centro amministrativo del distretto di Murovani Kurylivci, abolito come parte della riforma amministrativa dell'Ucraina, che ha ridotto a sei il numero dei distretti dell'oblast' di Vinnycja. L'area del distretto di Murovani Kurylivci è stata fusa nel distretto di Mohyliv-Podil's'kyj.
Fino al 26 gennaio 2024 Murovani Kurylivci era classificata come insediamento di tipo urbano. Da tale data è entrata in vigore una nuova legge che ha abolito questo status e Murovani Kurylivci è stata riclassificata come insediamento rurale.